# Mohammadabad-e Afchamoddoule
Mohammadabad-e Afchamoddoule (perski: محمدابادافخم الدوله) – wieś w północnym Iranie, w ostanie Alborz. W 2006 roku miejscowość liczyła 856 osób w 201 rodzinach.